# Curcuma caesia
Curcuma caesia är en enhjärtbladig växtart som beskrevs av William Roxburgh. Curcuma caesia ingår i släktet Curcuma och familjen Zingiberaceae. Inga underarter finns listade i Catalogue of Life.